# Route 13 (Terre-Neuve-et-Labrador)
Pour les articles homonymes, voir Route 13.
La route 13 est une route tertiaire de la province de Terre-Neuve-et-Labrador, située dans l'est de l'île de Terre-Neuve, sur la péninsule d'Avalon. Elle est tout de même une route moyennement empruntée, reliant la Route Transcanadienne à Bay Bulls et à Witless Bay, ou vice-versa. De plus, elle est nommée Witless Bay Line, mesure 21 kilomètres, et est une route asphaltée sur l'entièreté de son tracé.

## Tracé
La route 13 débute à la sortie 37 de la Route Transcanadienne, la route 1, au sud du parc provincial de Butter Pot, et au sud-est d'Holyrood. Elle adopte une direction vers l'est en traversant les collines Hawke,unis en traversant une région boisée. Elle passe près de nombreux lacs, Wheles et Country principalement. 21 kilomètres à l'est de la sortie 37 de la Route Transcanadienne, elle se termine sur une intersection en T avec la route 10, entre Bay Bulls et Witless Bay.

## Communauté traversée
- Witless Bay